# Hexatoma seimundi
Hexatoma seimundi är en tvåvingeart som först beskrevs av Edwards 1928.  Hexatoma seimundi ingår i släktet Hexatoma och familjen småharkrankar. Inga underarter finns listade i Catalogue of Life.